# Campodorus pervicax
Campodorus pervicax är en stekelart som först beskrevs av Holmgren 1876.  Campodorus pervicax ingår i släktet Campodorus och familjen brokparasitsteklar. Arten är reproducerande i Sverige. Inga underarter finns listade.